# Fynske Medier
Fynske Medier P/S var et salgs- og servicesamarbejde for de to udgiverselskaber Fyens Stiftstidende og Fyns Amts Avis. Partnerselskabet Fynske Medier blev etableret 1. oktober 2006 og ejedes 68,5 procent af Fyens Stiftstidende A/S og 31,5 procent af Svendborg Avis A/S (Fyns Amts Avis). 
Fynske Medier forestod administration, drift, produktion, salg og udvikling. Hovedsædet for Fynske Medier var placeret i Fyens Stiftstidendes mediehus i det centrale Odense. Fynske Medier omsatte årligt for 750 mio. kr. og beskæftigede knap 500 medarbejdere. Adm. direktør var Jesper S. Rosener.
I 2014 fusionerede Fynske Medier med Jyske Medier og Syddanske Medier og dannede Jysk Fynske Medier.

## Aktiviteter
- Kjerteminde Avis (delvist ejet)
- Radio 3 (delvist ejet)
- Gul & Gratis
- Portal Fyn (fyn.dk) (sammen med TV 2/Fyn)
- 13 disktriktsblade: Ugeavisen Odense, Ugeavisen Svendborg, Ugeavisen Faaborg, Kerteminde Ugeavis, Område Avisen Nordfyn, LokalAvisen Assens, UgeAvisen Nordfyn, LokalAvisen Nyborg, Melfar Posten, LokalAvisen NordVest, Skibhus Avisen, Midtfyns Posten, Ugeavisen Øboen (Langeland) og Dalum-Hjallese Avis.
- Ejendomsavisen Fyn
- VejviserFyn, som udgiver telefonbøger i 10 udgaver, svarende til de fynske kommuner
- GraphicCo.
- Fyens Trykkeri
- Fyens Distribution